# Radio Salü
Radio Salü ist ein privater Radiosender mit Sitz in Saarbrücken.

Logo bis März 2024

## Geschichte
Der Radiosender von der Euro-Radio Saar GmbH ging am 31. Dezember 1989 um 12 Uhr mittags zum ersten Mal auf Sendung.
Anfang der 1990er-Jahre betrieb die Station das Informationsprogramm Antenne Saar und startete im neuen Jahrtausend als DAB-Versuch Radio Salü Gold (beide Programme wurden zwischenzeitlich eingestellt). Zu Radio Salü gehört auch Classic Rock Radio, das es seit September 2005 gibt.
Zum Start warb Radio Salü mit dem Slogan „Ein Sender – Alle Hits“. Das Musik-Repertoire bestand aus aktueller Musik der Genres Black Music, Rock, Dance und Pop hauptsächlich aus den Billboard Hot 100-Singles-Charts. In Radiokreisen spricht man vom CHR-Format. Darüber hinaus engagierte sich Radio Salü für die Musikszene im Saarland mit der täglichen Newcomersendung Local Heroes, die in den Jahren danach ins Internet verlegt wurde. Durch die Grenznähe zu Frankreich prägte auch ein verstärkter Anteil französischer Popmusik das Musikprogramm.
Im Laufe der Jahre folgten inhaltliche und musikalische Wechsel, die das Programm „reifer“ klingen lassen sollten. So kam der Claim „Das Beste von heute und die Megahits der 90er“ zum Einsatz. Der Anteil deutschsprachiger Musik wurde erhöht, Dance und Black Music wurde so gut wie gar nicht mehr gespielt.
Derzeit wirbt die Station auf UKW 101,7 MHz mit „Saarlands bestem Musikmix“ und zielt vor allem auf eine Zielgruppe von 14 bis 49 Jahren ab. Als Hot-AC-Musiksender ist er im 24-Stunden-Betrieb mit Nachrichten, Service und Info-Blöcken mit regionalen Charakter auf Sendung.
Beim jungen Publikum sieht sich der Sender seit 2003 der Konkurrenz von Unserding vom Saarländischen Rundfunk und seit 2005 von bigFM Saarland (Skyline Medien Saarland GmbH) ausgesetzt. Allerdings ist der Saarländische Rundfunk mit 20 % unmittelbar am Kapital der Radio Salü Euro Radio Saar GmbH beteiligt.
Am 1. Dezember 2007 wurde Radio Salü überarbeitet und setzt seitdem neue Jingles ein. Die Verpackung wurde von JamXMusic aus Hamburg im „JamXMatrix“-System, einem flexiblen Jinglepaket, produziert.

## Bekannteste Moderatoren
- Andreas Türck: Er moderierte Anfang der 1990er-Jahre hauptsächlich am Wochenende und im Nachtprogramm. Später folgte der Wechsel zum Regionalprogramm von RTL in Hessen, dann Moderation der Sendung Dalli Dalli im ZDF. Bei Pro Sieben moderierte er seine eigene Talk-Show.
- Arabella Kiesbauer: Sie moderierte Ende der 90er-Jahre die wöchentliche Chart-Show „Network Charts“. Bekannt wurde die Fernsehmoderatorin durch ihre tägliche Talk-Show auf Pro Sieben.
- Franz Beckenbauer: Nach dem Jahrtausendwechsel trat Beckenbauer mehrfach als Bundesliga-Experte auf.

## Hörerzahlen / Reichweite
Sein absolutes Umfragenhoch erreichte Radio Salü im Jahr 2000 mit weit über 100.000 Hörern pro Stunde. Derzeit sind die Hörerzahlen eher rückläufig. Sie bewegen sich derzeit zwischen 60.000 und 80.000 Hörern.
Deutlich besser sieht die Marktstellung des Senders im Online-Bereich aus. Mit 710.677 Einzelbesuchen und 18.843.438 Seitenaufrufen (IVW, Stand: 08/2007) liegt www.salue.de vor den regionalen Mitbewerbern.

## Empfang
Radio Salü kann im ganzen Saarland und zum Teil in den angrenzenden Regionen Trier, Westpfalz, Lothringen und Luxemburg über UKW empfangen werden:
- 101,7 MHz (Sendeleistung: 100 kW, Sender-Standort: Riegelsberg-Schoksberg. Als stärkste Empfangsfrequenz ist diese ins Logo des Senders eingebunden: „Radio Salü 101,7“. In den Anfangs-Jahren wurde diese einprägsam auch in den Song und Claim des Sender-Jingle eingebunden).
- 100,3 MHz (Sendeleistung: 5 kW, Sender-Standort: Perl/Moseltal).
- 100,0 MHz (Sendeleistung: 5 kW, Sender-Standort: Webenheim/Bliestal).
- 103,0 MHz (Sendeleistung: 0,1 kW, Sender-Standort: Merzig).
- 104,2 MHz (Sendeleistung: 0,1 kW, Sender-Standort: Mettlach).

Das Programm kann in den Ballungsräumen im Saarland via Digitalradio (DAB+) im Block 9C empfangen werden.
Weiterhin kann Radio Salü über eine eigene Android- und iPhone-App empfangen werden, in die auch die Radiostation "Classic Rock Radio" integriert ist.

## Beteiligungen (direkt oder indirekt)
Gesellschafterstruktur
Radio Salü war durch seinen Hauptgesellschafter Europe 1 ein Teil der Groupe Lagardère. Im Frühjahr 2021 wurde der Anteil in Höhe von 45 Prozent an die SHB Hörfunkbeteiligungsgesellschaft mbH des ehemaligen Verlegers Helmut Gebauer und des Versicherungsmaklers Dieter Leismann verkauft. Im Juni 2023 wurde bekannt, dass diese Anteile an die Radio Group des Unternehmers Stephan Schwenk weiterverkauft werden sollen, welcher im Saarland bereits weitere Lokalsender betreibt.
Gründungsgeschäftsführer war Steffen Müller, heute Teilhaber und Geschäftsführer der HKM Medien.
Gesellschafteranteile:
- SHB Hörfunkbeteiligungsgesellschaft mbH (45 %)
- Saarländischer Rundfunk (20 %)
- Radio 2000 Beteiligungs-GmbH (12 %)
- Sparkassenverband Saar (10 %)
- Union Druck- und Zeitungsverlag GmbH (6 %)
- Prisma Plus Gesellschaft für Beteiligungen (5 %)
- Paulinus Verlag GmbH (2 %)

Beteiligungen
Radio Salü wirkt direkt oder indirekt an diesen Unternehmen mit:
- Radio Salü (saarlandweit)
- Classic Rock Radio (empfangbar im Raum Saarbrücken und St. Ingbert)
- Rockland Radio (in Rheinland-Pfalz)
- 100,5 Das Hitradio (in Ostbelgien) (39,2 %)
- Antenne AC (in Aachen)
- Regio-Medien AG (Werbezeitenvermarktung)

Radio Salü veranstaltet selbst diese Web-Channels, empfangbar via Live-Stream:
- Top 100 Radio (aktueller Hits aus den Charts)
- Schlagerparty Radio (Schlager)

Mittlerweile eingestellte Radio-Projekte, an denen Radio Salü direkt oder indirekt beteiligt war:
- Antenne Saar (Informations-Programm – nicht zu verwechseln mit dem gleichnamigen Programm des SR, das 2006 startete)
- Radio Salü Gold (DAB-Radioprogramm)
- Rox-Modern Rock (Internet-Radio, sendete aktuellen Rock)
- Groove 24 (Internet-Radio, sendete Black und Hip-Hop)